# Petroedmondia
Petroedmondia es un género monotípico de planta herbácea perteneciente a la familia Apiaceae. Su única especie: Petroedmondia syriaca, es originaria de Siria.

## Taxonomía
Petroedmondia syriaca fue descrita por (Boiss.) Tamamsch. y publicado en Flora Iranica : Flora des Iranischen Hochlandes und der Umrahmenden Gebirge : Persien, Afghanistan, Teile von West-Pakistan, Nord-Iraq, (cont) 162: 167. 1987.